# ککرتن ایلند
ککرتن ایلند (به انگلیسی: Kekerten Island) یک منطقهٔ مسکونی در کانادا است که در منطقه کیکیکتالاک واقع شده‌است.